# Alzate Brianza
Alzate Brianza är en ort och kommun i provinsen Como i regionen Lombardiet i Italien. Kommunen hade 4 953 invånare (2018).